# Hemixantha fasciventris
Hemixantha fasciventris är en tvåvingeart som beskrevs av Günther Enderlein 1912. Hemixantha fasciventris ingår i släktet Hemixantha och familjen Richardiidae. Inga underarter finns listade i Catalogue of Life.